# REAL AT NIGHT 〜眠れぬ夜の向こうに〜
「REAL AT NIGHT 〜眠れぬ夜の向こうに〜」（リアル・アット・ナイト ねむれぬよるのむこうに）は、2003年2月19日にリリースされたaccessの14thシングル。発売元はアンティノスレコード。

## 概要
5thアルバム『Rippin' GHOST』からのリカットシングル。テレビ朝日系『内村プロデュース』2003年1月〜3月度エンディングテーマ。累計売上は0.6万枚を記録した。本作がリリースされた2003年はソニー・ミュージックエンタテインメントがレーベルゲートCD2（CCCD）の導入を開始した時期にあたり、同年にリリースされたアルバム『Rippin' GHOST』、リミックスアルバム『Re-sync GHOST』は通常のCDDAとしてリリースされたものの、accessの作品では本作のみCCCD仕様でリリースされている。

## 収録曲
1. REAL AT NIGHT 〜眠れぬ夜の向こうに〜
  - 作詞：貴水博之　作曲・編曲：浅倉大介